# Het concert (Ter Borch)
Het concert is een schilderij dat de Nederlandse kunstschilder Gerard ter Borch tussen 1673 en 1675 maakte. Het werk, dat zich thans in de Gemäldegalerie te Berlijn bevindt, is gerealiseerd in olieverf op paneel en meet 56 bij 44 centimeter. Het toont twee jongedames die musiceren in een huiselijke omgeving.

## Context
Ter Borch staat bekend als een schilder die veel aandacht had voor de narratieve aspecten van zijn schilderstukken. In psychologisch suggestieve taferelen roept hij op tot interpretatie en duiding van weergegeven gebeurtenis en de interactie die daarbij plaatsvindt. Bewust appelleert hij aan een bepaald nieuwsgierigheid naar de gedachten of gemoedstoestand van de afgebeelde personages. Daarbij geeft hij nauwelijks aanwijzingen, ook niet in de titels. Ieder mag er in diens gedachten een eigen verhaal bij construeren. Zo ook in het hier besproken werk Het concert.

## Afbeelding
Het concert toont twee jonge vrouwen die musiceren in een huiselijke omgeving. De vrouw op de voorgrond speelt cello, de jongedame op de achtergrond klavecimbel (allicht basso continuo). Geen van beiden lijkt een partituur voor zich te hebben. De onderlinge relatie tussen beide figuren blijft ongewis. De celliste zit met de rug naar de toeschouwer toe en wordt prominent in beeld gebracht. Ook met haar in contrasterende heldere wit en roodtinten uitgewerkte kleding trekt ze vol de aandacht. De zorgvuldig weergegeven texturen en de metaalachtige reflectie van de witte jurk en het rode jasje zijn kenmerkend voor Ter Borchs werkwijze. Diverse andere stijlaspecten in dit werk zijn dat echter niet, zoals de helder verlichte kamer, de in losse toets neergezette figuur op de achtergrond en de brede penseelstreken elders in het werk. Voor een belangrijk deel is die ogenschijnlijke stijlbreuk te wijten aan een tweetal ingrijpende veranderingen die het schilderij sinds zijn ontstaan heeft ondergaan.

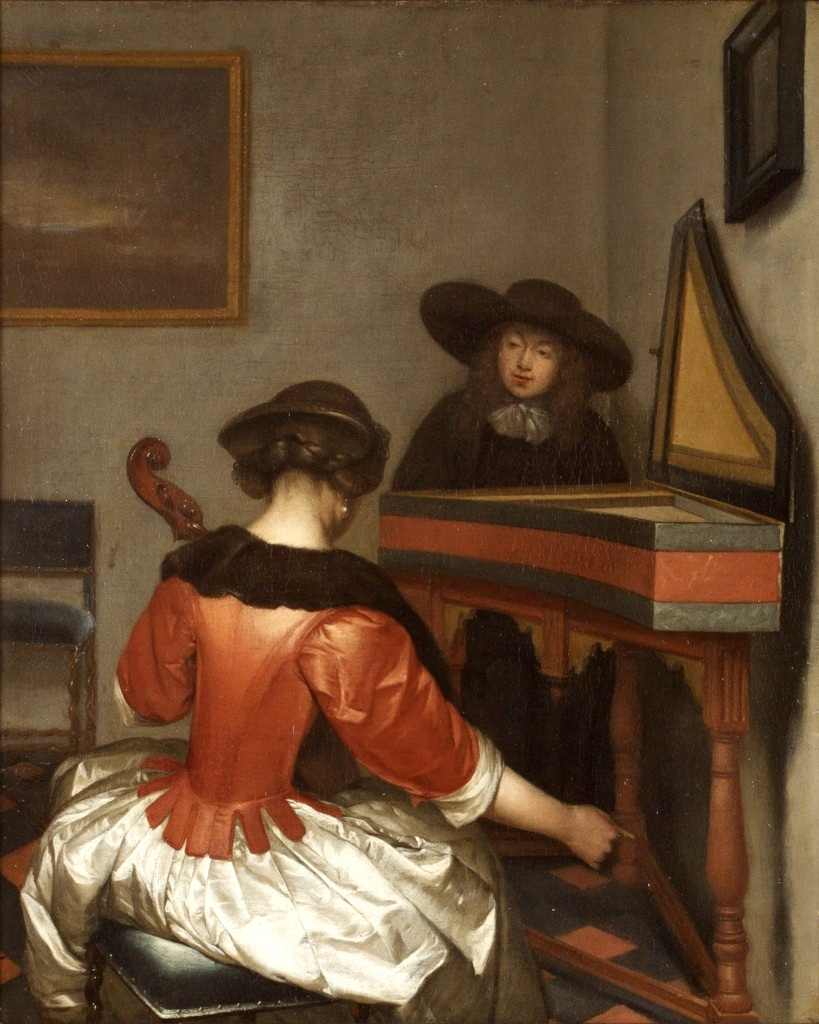
Musicerend paar, kopie waarschijnlijk van Ter Borch zelf.

Een eerste verandering heeft Ter Borch zelf aangebracht door de klaveciniste achteraan te overschilderen. Uit röntgenonderzoek, alsook uit een getrouwe kopie die de kunstschilder waarschijnlijk zelf van het werk maakte (en dat nu onder de titel Musicerend paar in het Stedelijk Museum Zwolle hangt) blijkt dat eerst een jongeman klavecimbel speelde. Deze omwerking kan omwille van narratieve redenen zijn gebeurd, maar kan ook voortgevloeid zijn uit de wens van de opdrachtgever. De actie lijkt Ter Borch, gezien de vele herstelacties die hij er voor nodig had, niet eenvoudig te zijn afgegaan, of in elk geval niet tot snelle tevredenheid te hebben gestemd. 
Een tweede verandering vond plaats in 1893, toen de Berlijnse professor Hauser het in slechte staat verkerende werk ingrijpend restaureerde en daarbij de oorspronkelijke kleuren poogde te herstellen. Hauser ging echter verder in zijn bewerkingen dan vanuit authenticiteitsoogpunt onder restaurateurs acceptabel kan worden geacht. Zo besloot hij in het bijzonder tot een drastische herbewerking van de eerder door Ter Borch omgewerkte vrouwfiguur op de achtergrond, waarbij hij haar japon geheel herzag. Hauser schilderde ook belangrijke andere delen van het werk over met een hem eigen losse brede penseelvoering, waaronder het grote vlak van de achtergrond. Daarmee verloor het werk de typerende gladde en verfijnde structuur en kreeg het een voor die tijd populair impressionistisch karakter.
Ondanks de te drastisch gerestaureerde staat blijft Ter Borchs Musicerend paar een sterke kwaliteit in zich dragen. Het toont aan hoe de klassieke zeventiende-eeuwse schilderkunst aanleunt tegen meer modernistisch-realistische stromingen als het impressionisme.